# Besisahar
Besisahar é uma cidade do Nepal, no distrito de Lamjung, em Gandaki Pradesh. Nesta cidade situa-se o início do Circuito de Annapurna.